# Hololepta optiva
Hololepta optiva är en skalbaggsart som beskrevs av Lewis 1914. Hololepta optiva ingår i släktet Hololepta och familjen stumpbaggar. Inga underarter finns listade i Catalogue of Life.